# 科罗 (法国)
科罗（法語：Cauro，法語發音：[koʁo]）是法国南科西嘉省的一个市镇，属于阿雅克肖区。

## 地名
由于语源问题，许多科西嘉地名的发音近似意大利语（如Corte [kɔʁte]、Porto-Vecchio [pɔʁto vekjo]），不过该地名“Cauro”发音为确实为[koʁo]而非近似意大利语的[kauʁo]，《世界地名翻译大辞典》与《世界地名译名词典》将其按意大利语发音译作“考罗”。

## 地理
科罗（41°55'1"N, 8°54'50"E）面积27.9 平方千米，位于法国南科西嘉省，该省份位于科西嘉南部，后者为地中海西部的一座岛屿，也是法国的一个单一领土集体，位于法国大陆部分的东南面，意大利半島的西面，最临近的地块是撒丁岛。
与科罗接壤的市镇（或旧市镇、城区）包括：巴斯泰利卡、巴斯泰利卡恰、格罗塞托-普鲁尼亚。
科罗的时区为UTC+01:00、UTC+02:00（夏令时）。

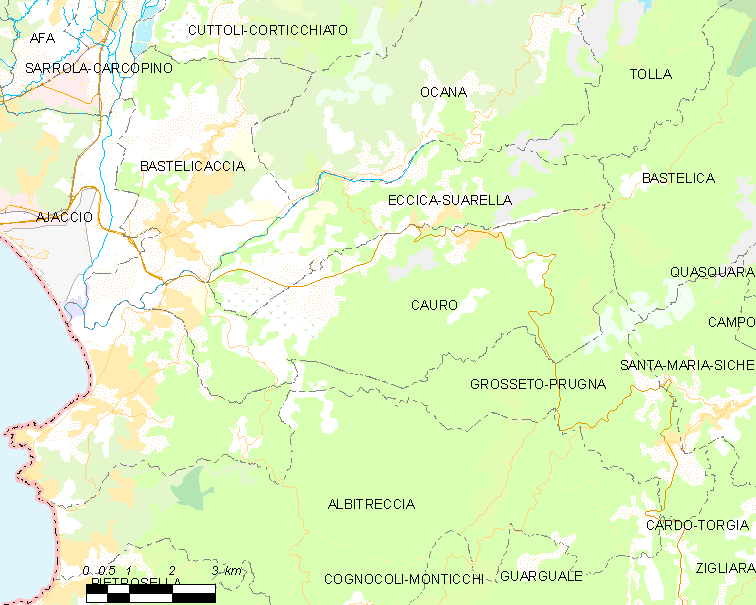
科罗的OSM定位图

## 行政
科罗的邮政编码为20117，INSEE市镇编码为2A085。

## 政治
科罗所属的省级选区为塔拉沃-奥尔纳诺县。

## 人口

1962-2008年间科罗人口变化图示

科罗于2022年1月1日时的人口数量为1483人。